# Schwanau
Schwanau es un municipio alemán en el distrito de Ortenau, Baden-Wurtemberg. En 1972 las aldeas de Ottenheim, Allmannsweier, Wittenweier y Nonnenweier se fusionaron para formar el nuevo municipio Schwanau.